# Otekaikea
Otekaikea — вимерлий рід зубатих китів, тісно пов'язаний з Вайпатією. Відомий з пізнього олігоцену (чатського) Нової Зеландії.

## Опис

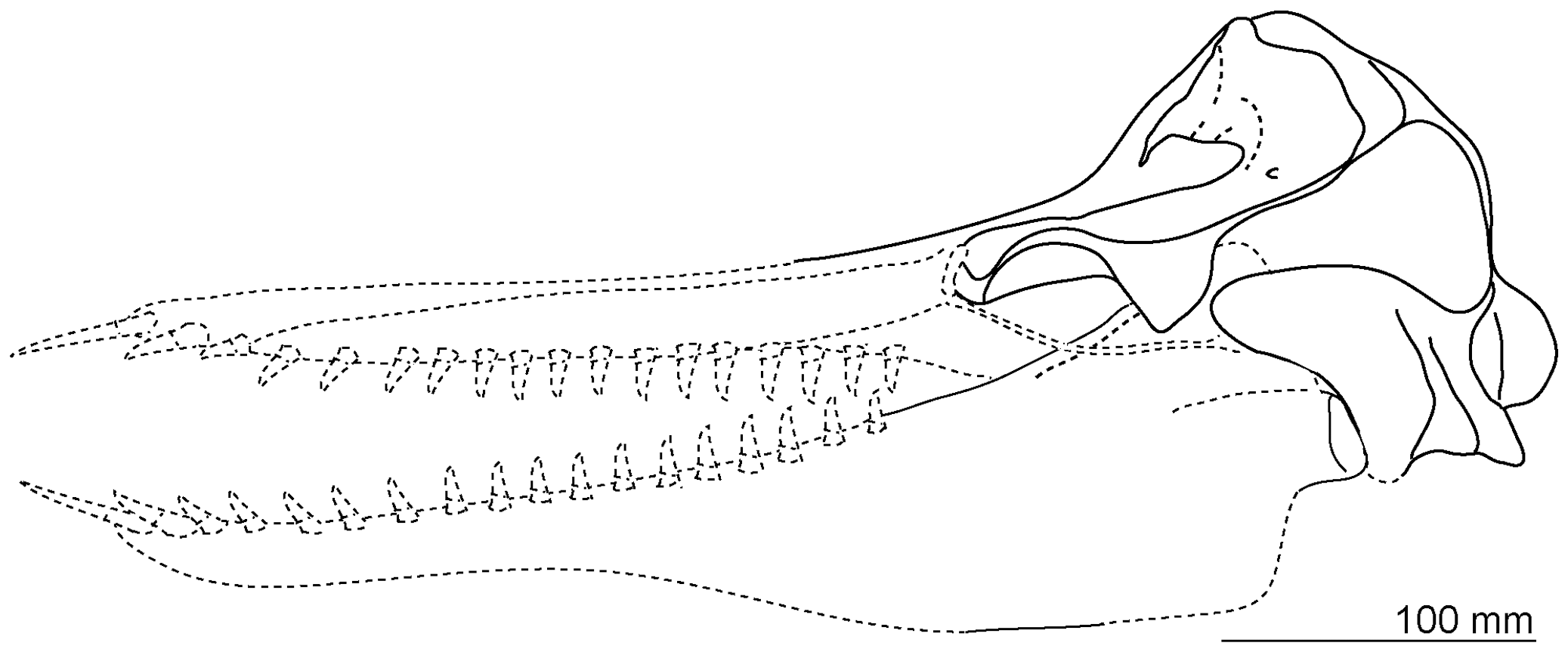
Реконструкція черепа O. marplesi

Це зубатий кит середнього розміру.

## Таксономія
Спочатку Otekaikea була описана як вид Prosqualodon, P. marplesi. У 1994 році він був віднесений до роду Notocetus в оригінальному описі Вайпатії. Підготовка голотипу, однак, встановила його спорідненість з Waipatia, і Prosqualodon marplesi отримав власний рід, Otekaikea.
Другий вид, Otekaikea huata, відрізняється від типового тим, що має однокореневі задні щічні зуби і зменшений висхідний відросток передщелепної кістки.